# 1738

## أحداث
- تأسيس مدينة بورتاج لابريري وتقع حاليا في كندا.
- تأسيس مدينة وينيبيغ وتقع حاليا في كندا.
- 18 نوفمبر - توقيع معاهدة فيينا وإنهاء حرب الخلافة البولندية، وفق المعاهدة فإن ستانيسلاف ليشتشنسكي يحوز إقليم لورين مقابل تخليه عن العرش البولندي.
- بيعة الإمام سلطان بن مرشد اليعربي إماما في عُمان بعد ان اتفق المعسكرين المتنازعين الغافري والهناوي

## مواليد
- جورج الثالث ملك بريطانيا
- دوق بورتلاند
- ويليام هيرشل

## وفيات
- تورلو أوكارولان